# Chinesischer Zauberspiegel
Die Chinesischen Zauberspiegel  (透光鏡 bzw. tòu guāng jìng) lassen sich mindestens bis ins 5. Jahrhundert zurückverfolgen, obwohl behauptet wird, dass sie bereits während der Han-Dynastie (206 v. Chr. – 24 n. Chr.) existierten. Die Spiegel waren aus massiver Bronze gefertigt, deren Vorderseite glatt poliert war und so als Spiegel verwendet werden konnte. Gleichzeitig wies die Rückseite ein in die Bronze gegossenes Ornament auf. Wenn Sonnenlicht auf einen solchen Spiegel fällt, scheint er durchsichtig zu werden und wenn das Licht  vom Spiegel auf eine Wand reflektiert wird, wird dort das Muster auf der Rückseite des Spiegels projiziert.

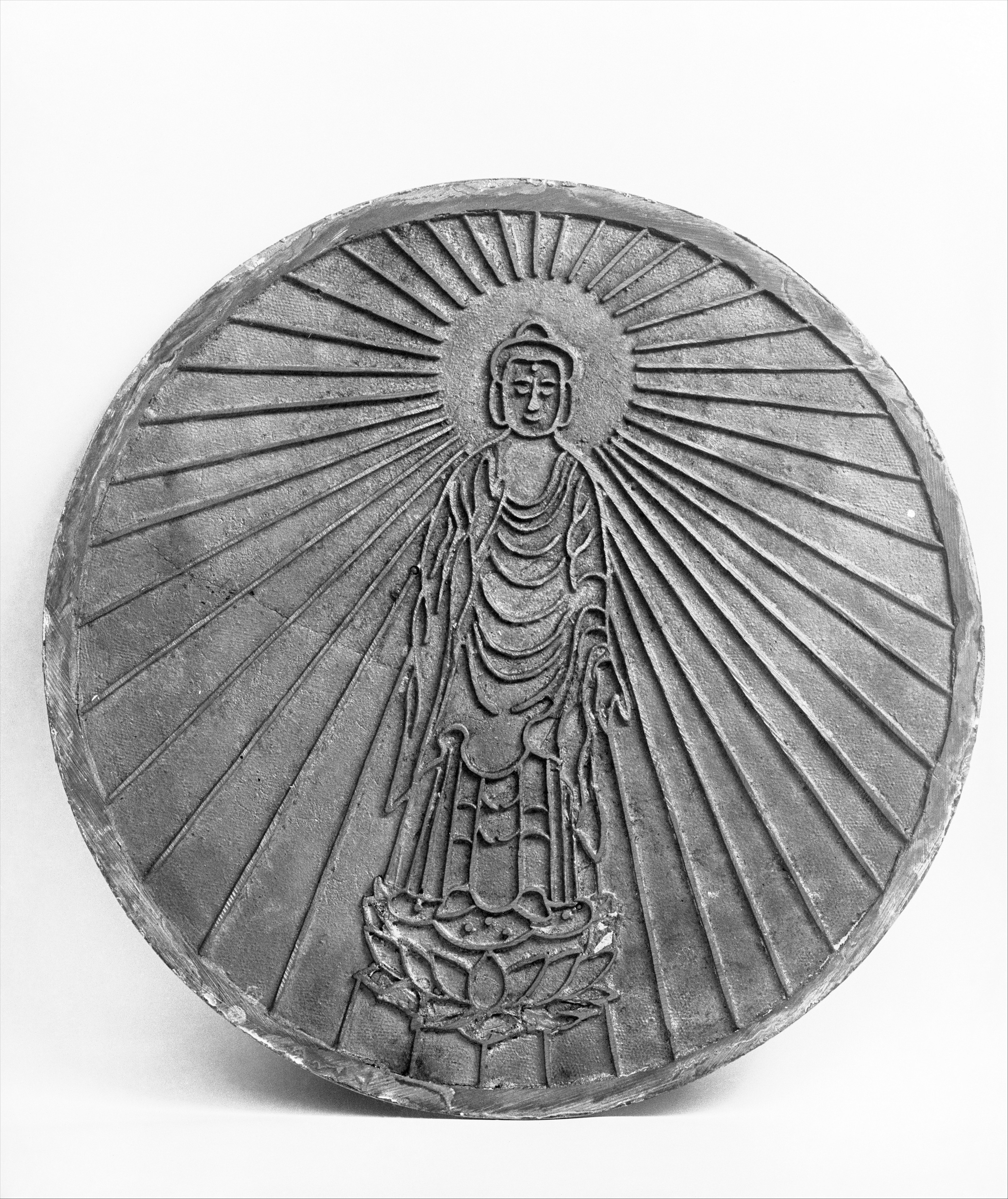
Zauberspiegel mit einem Bild des Amitābha Buddha, Japan, 19. Jahrhundert.

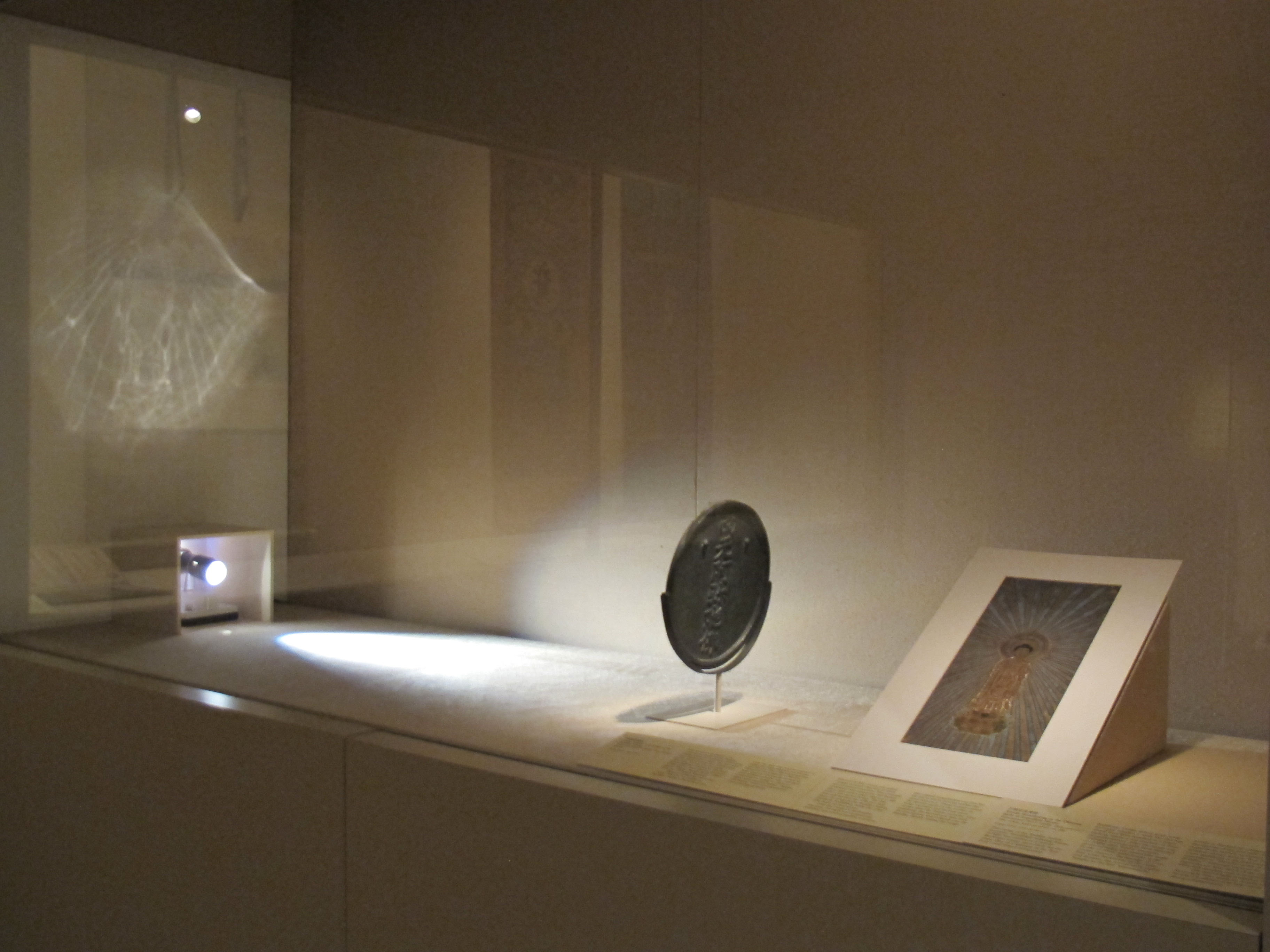
Reflexion des Spiegels auf die Wand bei Lichteinfall

Die Rückseite des Bronzespiegels waren in vielen eurasischen Kulturen der Standard, aber den meisten fehlte diese besondere Eigenschaft, weshalb die reflektierenden Spiegel auch als Zauberspiegel bezeichnet wurden.

## Aufbau
Die Spiegel wurden hergestellt, indem man geschmolzene Bronze in eine Form goss, die mit dem reliefartigen Ornament versehen war. Der erstarrte Rohling wurde anschließend auf einer hölzernen Unterlage mit einer Art Hobel bearbeitet, um die Oberfläche zu glätten. An den Stellen, an denen sich die Vertiefungen des rückwärtigen Reliefs befinden, trägt der Hobel weniger ab als an den auf der Unterlage aufliegenden erhabenen Stellen des Reliefs, sodass sich die Oberfläche an den entsprechenden Stellen geringfügig aufwölbt, sobald die durch den Druck bedingte Durchbiegung nachlässt.
Wenn Licht auf diese durch Vertiefungen und Erhöhungen leicht gewellte Oberfläche fällt, wirken die Vertiefungen wie kleine Hohlspiegel, die das Licht ihrem Krümmungsradius entsprechend fokussieren, während die Erhöhungen zu einer Defokussierung führen. Infolgedessen ist im reflektierten Licht eine leichte Helligkeitsmodulation erkennbar, die in ihrer Struktur den Vertiefungen und Erhöhungen und damit der sie verursachenden Form des Reliefs entsprechen.
Die Grundform des Spiegels mit dem Motiv auf der Rückseite wurde flach gegossen und die Wölbung der Oberfläche anschließend durch aufwändiges Schaben und Kratzen hergestellt. Anschließend wurde die Oberfläche poliert, um sie zum Glänzen zu bringen. Die dabei entstehenden Spannungen führten dazu, dass sich die dünneren Teile der Oberfläche nach außen wölbten und stärker gewölbt wurden als die dickeren Teile. Schließlich wurde die Oberfläche mit einem Quecksilber -Amalgam überzogen, was zu weiteren Spannungen und einer bevorzugten Wölbung führte. Das Ergebnis war, dass die Unebenheiten der Spiegeloberfläche mit den Mustern auf der Rückseite übereinstimmten, obwohl sie zu winzig waren, um mit dem Auge erkannt zu werden. Wenn der Spiegel jedoch helles Sonnenlicht an einer Wand reflektierte, was zu einer Vergrößerung des gesamten Bildes führte, wurden die Muster so wiedergegeben, als ob sie durch die massive Bronze in Form von Lichtstrahlen hindurchgehen würden.

## Geschichte
Um 800 n. Chr., während der Tang-Dynastie (618-907), wurde in einem Buch mit dem Titel Record of Ancient Mirrors die Methode beschrieben, massive Bronzespiegel mit Verzierungen, Schriftzeichen oder Mustern auf der Rückseite herzustellen, die eine Reflexion auf eine nahe gelegene Oberfläche werfen konnten, wenn Licht auf die polierte Vorderseite des Spiegels traf. Aufgrund dieses scheinbar transparenten Effekts wurden sie von den Chinesen „Lichtdurchdringungsspiegel“ genannt.
Dieses Buch aus der Tang-Ära ging im Laufe der Jahrhunderte verloren, aber magische Spiegel wurden in den Dream Pool Essays von Shen Kuo (1031–1095) beschrieben, der drei davon als Erbstücke seiner Familie besaß. Da er sich nicht erklären konnte, wie massives Metall durchsichtig sein konnte, vermutete Shen, dass winzige Falten auf der Oberfläche des Spiegels erzeugt wurden, die zu klein waren, um mit dem Auge wahrgenommen zu werden. Obwohl seine Erklärung für die unterschiedlichen Abkühlungsraten falsch war, hatte er Recht mit seiner Vermutung, dass die Oberfläche winzige Variationen aufwies, die mit bloßem Auge nicht zu erkennen waren. Das die Spiegel nicht transparent im eigentlichen Sinne waren, entdeckt der britische Wissenschaftler William Henry Bragg 1932. Bragg stellte fest, dass „nur der Vergrößerungseffekt der Reflexion die Muster deutlich macht“.

### Japan
Als die Herstellung von Spiegeln in China zunahm, breitete sie sich auf Korea und Japan aus. Tatsächlich schenkten Kaiser Cao Rui und das Wei-Königreich von China zahlreiche Bronzespiegel (in Japan als Shinju-kyo bekannt) an Königin Himiko von Wa, wo sie als seltene und geheimnisvolle Objekte empfangen wurden. Sie wurden als „Quellen der Ehrlichkeit“ bezeichnet, da sie angeblich alles Gute und Böse fehlerfrei widerspiegeln. Aus diesem Grund gilt in Japan ein heiliger Spiegel namens Yata-no-Kagami als einer der Throninsignien Japans.
Heute gilt Yamamoto Akihisa als der letzte Hersteller von Zauberspiegeln in Japan. Das Kyoto Journal interviewte den Handwerker, wobei er einen kleinen Teil der Technik, die er von seinem Vater gelernt hatte, erklärte.

### Westeuropa
Der erste Zauberspiegel, der in Westeuropa auftauchte, gehörte dem Direktor des Pariser Observatoriums, der bei seiner Rückkehr aus China mehrere Spiegel mitbrachte, von denen einer die besonderen Eigenschaften eines Zauberspiegels aufwies. Letzterer wurde 1844 als unbekanntes Objekt der Französische Akademie der Wissenschaften vorgestellt. Insgesamt wurden nur vier magische Spiegel aus China nach Europa gebracht, im Jahr 1878 präsentierten jedoch zwei Ingenieurprofessoren der Royal Society von London mehrere Modelle, die sie aus Japan mitgebracht hatten. Die Engländer nannten die Artefakte „open mirrors“ und machten erstmals technische Beobachtungen zu deren Konstruktion.
Im Jahr 2022 entdeckte das Cincinnati Art Museum, dass es einen chinesischen Zauberspiegel in seiner Sammlung hatte. Der Kurator Hou-mei Sung entdeckte, dass ein Spiegel in der Sammlung ein Bild von Amitabha, einer wichtigen Figur des chinesischen Buddhismus reflektierte, dessen Name auf der Rückseite des Spiegels eingraviert war.